# Jean-Michel Cousteau
Pour les articles homonymes, voir Cousteau.
 (novembre 2011).
Si vous disposez d'ouvrages ou d'articles de référence ou si vous connaissez des sites web de qualité traitant du thème abordé ici, merci de compléter l'article en donnant les références utiles à sa vérifiabilité et en les liant à la section « Notes et références ».
Jean-Michel Cousteau, né le 6 mai 1938 à Toulon, est le fondateur en 1999 de l’association Ocean Futures Society. Il est également président de l'association Green Cross France et Territoires. Il est le fils aîné de Jacques-Yves Cousteau et Simone Melchior, et le frère aîné de Philippe Cousteau.

## Biographie
Il effectue sa première plongée en Méditerranée accompagné de son père et de son frère, alors qu'il n'a que 7 ans. Il passe la plus grande partie de sa vie à explorer les mers avec sa famille à bord des navires Calypso et Alcyone.
Après la mort de sa mère en 1990 et celle de son père en 1997, Jean-Michel fonde en 1999 Ocean Futures Society.
En 2009, Jean-Michel Cousteau part en expédition en Amazonie pour agir contre les promoteurs qui coupent les arbres et détruisent l'habitat de milliers d'animaux rares.

## Vie privée
Il a été marié à une Française, Anne-Marie, avec qui il a eu deux enfants : Fabien (1967) et Céline Simone (1972). Ils ont depuis divorcé.

## Au cinéma
L'acteur Benjamin Lavernhe a interprété le rôle de Jean-Michel Cousteau dans le film français L'Odyssée, sorti en salles en France le 12 octobre 2016. En tant que personnage du film, Jean-Michel Cousteau y joue un rôle mineur.

## Décorations
- Chevalier de la Légion d'honneur Il est fait chevalier le 12 juillet 2013[4],[5].